# Пачка (зброя)
Па́чка — пристрій для об'єднання декількох патронів в один елемент для полегшення заряджання, багатозарядної вогнепальної зброї, завдяки чому прискорюється процес перезарядки, різновид обойми.
Відмінність пачки від обойми в тому, що пачка з патронами вставляється всередину магазина і знаходиться там постійно аж до повного вичерпання набоїв, після чого вона видаляється через відкрите вікно вгорі або знизу ствольної коробки. У цьому полягає основна вада пачки: стрільцю, перш ніж перезарядити зброю, необхідно розстріляти весь боєзапас, а вже потім вставити нову пачку. Незнімний магазин зброї з заряджанням обоймами можна в будь-який момент дозарядити патронами по одному, без обойми (a знімний — замінити повним). Крім того, при викиді порожньої пачки з гвинтівки характерний звук може бути почутий ворогом, даючи тому змогу застати стрільця зненацька в момент перезаряджання.
Відомо кілька типів пачок — залежно від типу, який застосовується у зброї. У сучасній зброї пачковим заряджанням уже не користуються.
Існують пристосування типу пачок для прискореного одночасного заряджання декількох патронів у барабан револьвера (у вигляді прорізних планок або вигнутого з дроту складного профілю).

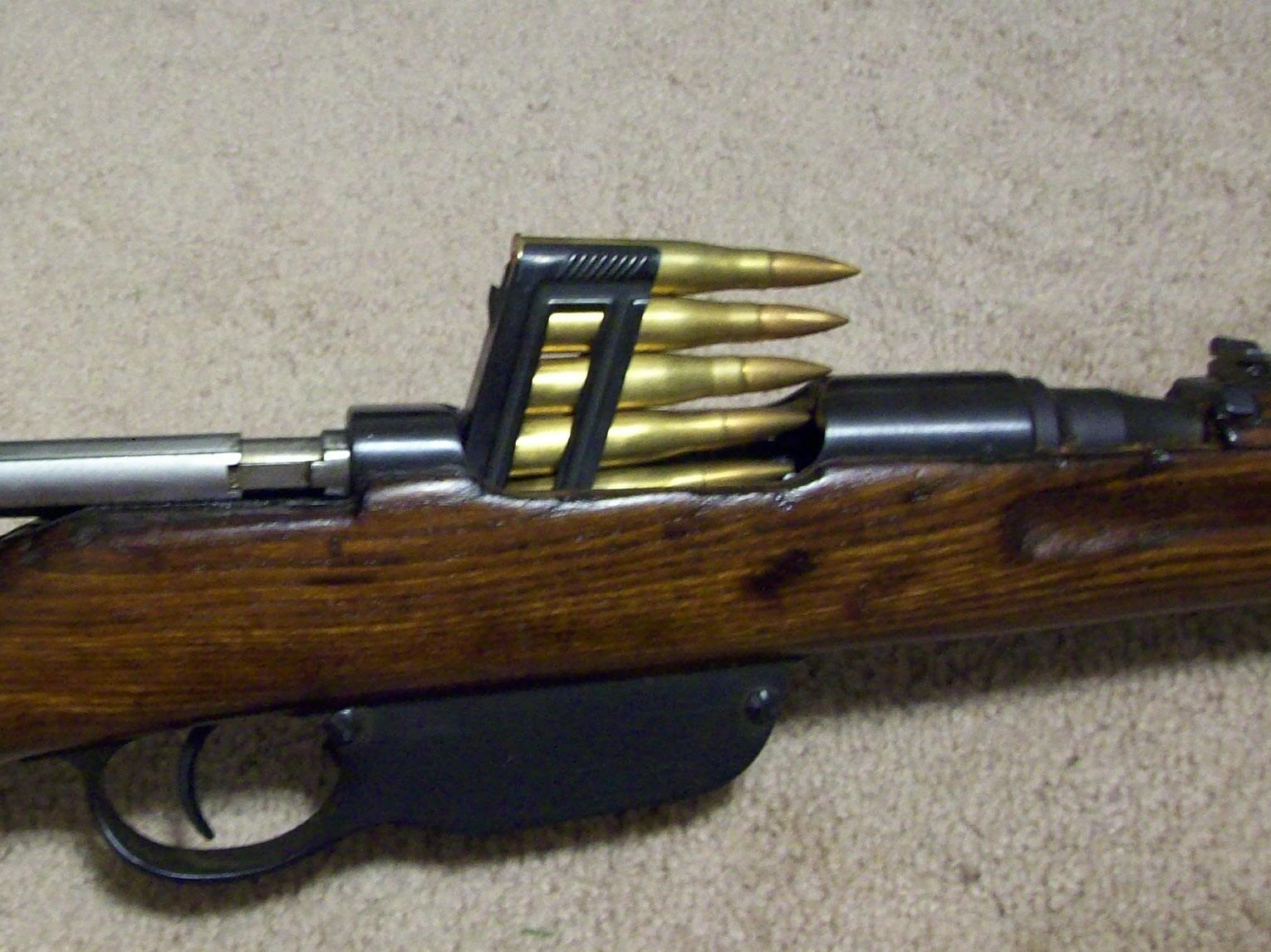
Гвинтівка Манліхер 1895 року, яка заряджалася пачкою на 5 патронів. Порожня пачка випадає через відкриту знизу шахту магазина
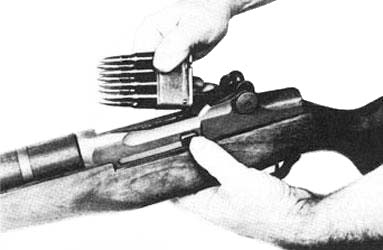
Заряджання гвинтівки M1 8-патронною пачкою з шаховим розташуванням патронів. Порожня пачка автоматично викидається вгору
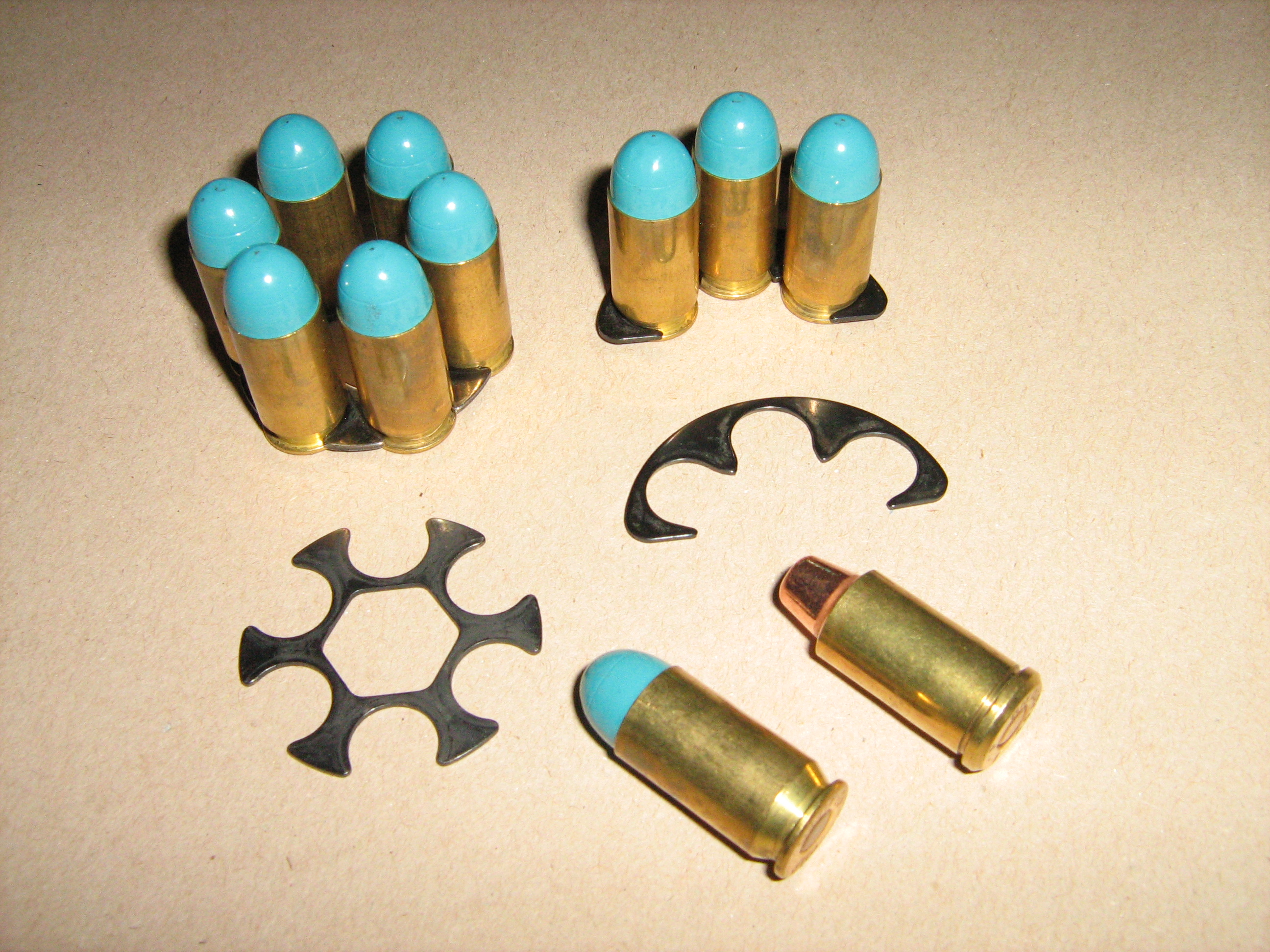
Схожа на пачку обойма для револьвера (англ. moonclip), яка використовується для прискорення заряджання. Дає змогу використовувати в револьвері пістолетні патрони без виступаючої закраїни. Так само використовується для прискорення перезарядки.